# Aktedrilus parvithecatus
Aktedrilus parvithecatus är en ringmaskart som först beskrevs av Erséus 1978.  Aktedrilus parvithecatus ingår i släktet Aktedrilus och familjen glattmaskar. Arten är reproducerande i Sverige. Inga underarter finns listade i Catalogue of Life.